# 拉盧納峰
06°06′06″N 62°32′04″W / 6.10167°N 62.53444°W
拉盧納峰（Cerro La Luna），是委內瑞拉的山峰，位於該國東南部玻利瓦爾州，屬於奧揚山的一部分，處於埃爾索爾峰東南面，該山峰海拔高度1,650米。